# Westgate-on-Sea (stacja kolejowa)
Westgate-on-Sea (ang. Westgate-on-Sea railway station) – stacja kolejowa w Westgate-on-Sea, w hrabstwie Kent, w Anglii. Znajduje się 116,6 km w dół linii od London Victoria i znajduje się między Birchington-on-Sea i Margate. Obsługuje ok. 105 496 pasażerów rocznie (dane za rok 2021/2022).
Stacja i wszystkie pociągi, które się zatrzymują, są obsługiwane przez Southeastern.

## Linie kolejowe
- Chatham main line